# Patrícia Sequeira
Patrícia Ferraz de Sequeira (* 22. Dezember 1973 in Lissabon) ist eine portugiesische Film- und Fernsehregisseurin und Drehbuchautorin.

## Leben
Patrícia Sequeira begann in den 1990er Jahren zunächst für Fernsehshows und Fernsehserie im Bereich Script/Continuity zu arbeiten. Seit etwa 2000 führte sie selbst Regie bei Serien, Telenovelas und anderen Fernsehformaten. Sie arbeitete für die drei wichtigsten portugiesischen Fernsehsender, sowohl für den öffentlich-rechtlichen Sender RTP als auch für die zwei Privatsender SIC und TVI.
Für ihre Telenovela Laços de Sangue gewann sie 2011 mit dem Emmy den wichtigsten internationalen Fernsehpreis.
Nach Kurzfilmen und einem Fernsehfilm erschien mit Jogo de Damas 2015 ihr erster Kinofilm. Der Film über fünf Frauen, die in einem abgelegenen Haus des Turismo rural ihrer verstorbenen Freundin und Besitzerin des Hauses gedenken, bekam die Anerkennung der Kritik, gewann eine Reihe internationaler Preise, und galt mit knapp 7.000 verkauften Kinokarten angesichts des wenig breitenwirksamen Themas als ein erster Achtungserfolg.
2019 folgte mit Snu ihr nächster Kinofilm. Das Biopic über die dänische Verlegerin Snu Abecassis und ihre Liebesbeziehung zum portugiesischen Premierminister Francisco Sá Carneiro, die zusammen bei einem von Legenden umrankten Flugzeugabsturz 1980 umkamen, wurde ein großer Publikumserfolg und zählt zu den erfolgreichsten portugiesischen Filmen seit 2004. Zwei Jahre später erschien mit Bem Bom ihr nächster Kinofilm. Es wurde erneut ein Biopic, diesmal über die Popgruppe Doce, die als frühe portugiesische Girlgroup in den 1980er Jahren Erfolge feierten, deren Empowerment-Aspekt dabei jedoch vergleichsweise wenig beachtet blieb. Der Film kam am 8. Juli 2021 in die Kinos und übertraf den Erfolg von Snu noch.
Bei allen Kinoerfolgen blieben Fernsehproduktionen ihre öffentlichkeitswirksamsten Aktivitäten. So zeichnete sie 2021 verantwortlich für gleich zwei beachtete Serien, O Clube (2. Staffel) und Prisão Domiciliária, beide beim privaten Fernsehsender SIC bzw. dessen Streamingdienst OPTO. Während die Mistery-Crime-Serie O Clube (portugiesisch für: Der Klub) im Nachtleben Lissabons angesiedelt ist, spielt Prisão Domiciliária (portugiesisch für: häusliche Haft bzw. Hausarrest) rund um einen Bauminister, der unschuldig als Bauernopfer in Korruptionsskandale verwickelt wird und der mit seiner daran zerbrechenden Familie unter dem öffentlichen Druck leidet. In den stilistisch sehr unterschiedlich angelegten Serien thematisiert Sequeira auch Themen wie Machtmissbrauch, Korruption, Ausbeutung der Frau und menschliche Abhängigkeiten.

## Filmografie (Regie)
- 2000: Quem Quer Ser Milionário?  (Quizserie)
- 2001: Ganância (Telenovela)
- 2002: Fúria de Viver (Telenovela)
- 20O3: Jogo (Fernsehserie)
- 2004: O Elevador (Kurzfilm)
- 2004: Queridas Feras (Fernsehserie, drei Folgen)
- 2004–2005: Segredo (Fernsehserie)
- 2006–2007: Doce Fugitiva (Telenovela)
- 2008: O Elevador II: Inbox (Kurzfilm)
- 2008–2009: Vila Faia (Telenovela)
- 2009–2010: Perfeito Coração (Telenovela)
- 2009–2011: Conta-me Como Foi (Fernsehserie)
- 2010: Cidade Despida (Krimiserie, eine Folge)
- 2010–2011: Laços de Sangue (Telenovela)
- 2011: Velhos Amigos (Fernsehserie)
- 2011–2012: Rosa Fogo (Telenovela)
- 2013: Depois do Adeus (Fernsehserie)
- 2013–2014: Sol de Inverno (Telenovela)
- 2014: Salty Sea (Fernsehfilm)
- 2014–2015: Mar Salgado (Telenovela)
- 2015: Coração d'Ouro (Fernsehserie)
- 2015: Jogo de Damas
- 2016: Terapia (Fernsehserie)
- 2016: Amor Maior (Telenovela, 10 Folgen)
- 2018: Verão M (Fernsehserie)
- 2019: Snu
- 2019: Um Desejo de Natal (Fernsehfilm)
- 2020–2021: O Clube (Fernsehserie)
- 2021: Prisão Domiciliária (Fernsehserie)
- 2021: Bem Bom (als Doce auch Fernseh-Mehrteiler)
- 2021: Na Porta ao Lado: Medo (Fernsehfilm)